# Elecciones provinciales del Neuquén de 1991
Las elecciones generales de la provincia del Neuquén de 1991 se realizaron el 8 de septiembre del mencionado año con el objetivo de renovar las instituciones provinciales para el período 1991-1995. Se debía elegir al Gobernador y Vicegobernador y a los 25 escaños de la Legislatura Provincial mediante el sistema de "mayoría automática", que daba 15 escaños al partido más votado, y "representación opositora automática", que daba 10 al segundo más votado, sin permitir que terceros partidos obtuviesen representación legislativa.
El Movimiento Popular Neuquino (MPN) triunfó por sexta vez con Jorge Sobisch como candidato a gobernador y Felipe Rodolfo Sapag para vicegobernador, recibiendo el 52% de los votos. El justicialismo, que había quedado fuera de la escena política neuquina en las anteriores elecciones, logró un repentino repunte con su fórmula Oscar Parrilli - Félix Martínez logrando el 30%, sin representar, sin embargo, una verdadera amenaza para el oficialismo. Para tal fin formó una coalición llamada Unidad de los Neuquinos para el Cambio, junto con el Movimiento de Integración y Desarrollo (MID) y el Partido del Trabajo y del Pueblo (PTP). En tercer lugar, la fórmula de la Unión Cívica Radical (UCR), Luis Osovnikar - Molly Edelman, obtuvo el 13%, decayendo notoriamente. La participación decayó notoriamente, a un 84% del electorado, y el voto en blanco o nulo se incrementó.
El MPN conservó también la mayoría automática de 15 escaños en la legislatura. Invirtiéndose el resultado de 1987, la UCR abandonó el legislativo, al ocupar la coalición del PJ los 10 escaños opositores.

## Resultados

### Gobernador y Vicegobernador
| Fórmula               | Fórmula               | Partido               | Partido                                               | Votos   | %     |
| Gobernador            | Vicegobernador        | Partido               | Partido                                               | Votos   | %     |
| --------------------- | --------------------- | --------------------- | ----------------------------------------------------- | ------- | ----- |
| Jorge Sobisch         | Felipe Rodolfo Sapag  |                       | Movimiento Popular Neuquino                           | 83.841  | 51,88 |
| Oscar Parrilli        | Félix Martínez        |                       | Unidad de los Neuquinos para el Cambio                | 49.021  | 30,33 |
| Luis Osovnikar        | Molly Edelman         |                       | Unión Cívica Radical                                  | 21.647  | 13,39 |
| Raúl Radonich         | Eduardo Correa        |                       | Frente Social y Político                              | 3.129   | 1,94  |
|                       |                       |                       | Unidad de los Trabajadores y la Izquierda (PCA - MAS) | 1.584   | 0,98  |
|                       |                       |                       | Partido Obrero                                        | 1.255   | 0,78  |
|                       |                       |                       | Unión del Centro Democrático                          | 1.140   | 0,71  |
| Votos positivos       | Votos positivos       | Votos positivos       | Votos positivos                                       | 161.617 | 95,85 |
| Votos en blanco       | Votos en blanco       | Votos en blanco       | Votos en blanco                                       | 5.691   | 3,38  |
| Votos nulos           | Votos nulos           | Votos nulos           | Votos nulos                                           | 1.300   | 0,77  |
| Participación         | Participación         | Participación         | Participación                                         | 168.608 | 84,04 |
| Electores registrados | Electores registrados | Electores registrados | Electores registrados                                 | 200.632 | 100   |
| Fuente:               |                       |                       |                                                       |         |       |

### Legislatura
| Partido               | Partido                                               | Votos   | %     | Bancas | Electos |
| --------------------- | ----------------------------------------------------- | ------- | ----- | ------ | --- |
|                       | Movimiento Popular Neuquino                           | 79.296  | 50,34 | 15/25  | Ver electos: 1. Federico Guillermo Brollo 2. Alberto Plantey 3. Manuel María Ramón Gschwind 4. Oscar Alejandro Gutiérrez 5. Víctor Manuel Castro 6. Orlando Irilli 7. Claudio Andreani 8. Israel Jorge Kreitman 9. Marta Avelina Sarmiento 10. Carlos Eduardo Rodríguez 11. Horacio Eduardo Forni 12. Carlos Antonio Silva 13. Oliria Nair Maradey 14. Roberto Bascur 15. Héctor Alberto Jofré |
|                       | Unidad de los Neuquinos para el Cambio                | 46.750  | 29,68 | 10/25  | Ver electos: 1. Aldo Duzdevich 2. Néstor Raúl Sepúlveda 3. Amílcar Sánchez 4. Edgardo Heriberto Frigerio 5. Enrique Alfredo Gajewski 6. Roberto Edgardo Natali 7. Enzo Gallia 8. Norma Amelia Miralles de Romero 9. Carlos Oreste González 10. Carlos Alfredo Pedersen |
|                       | Unión Cívica Radical                                  | 23.547  | 14,95 |        | |
|                       | Frente Social y Político                              | 3.678   | 2,33  |        | |
|                       | Unidad de los Trabajadores y la Izquierda (PCA - MAS) | 1.634   | 1,04  |        | |
|                       | Unión del Centro Democrático                          | 1.339   | 0,85  |        | |
|                       | Partido Obrero                                        | 1.282   | 0,81  |        | |
| Votos positivos       | Votos positivos                                       | 157.526 | 93,43 |        | |
| Votos en blanco       | Votos en blanco                                       | 9.752   | 5,78  |        | |
| Votos nulos           | Votos nulos                                           | 1.330   | 0,79  |        | |
| Participación         | Participación                                         | 168.608 | 84,04 |        | |
| Electores registrados | Electores registrados                                 | 200.632 | 100   |        | |
| Fuentes:              |                                                       |         |       |        | |